# یوزف دلمونت
ژوزف دلمونت (انگلیسی: Joseph Delmont; ۸ مهٔ ۱۸۷۳ – ۱۲ مارس ۱۹۳۵) یک کارگردان، فیلم‌نامه‌نویس، و مدیر فیلم‌برداری اهل اتریش بود.
از فیلم‌های او می‌توان به مرد پولادین اشاره کرد.